# Stadion Tahti (Tabriz)
Stadion Tahti (perz. ورزشگاه تختی; Varzešgah-e Tahti) je višenamjenski stadion u iranskom gradu Tabrizu. Građen je od 1948. do 1956. i prvotno je nosio ime Stadion Bag-Šomal, a renoviran je 1975. godine. Stadion se najviše rabi za nogometne susrete, a na njemu igra čak pet tabriških klubova: Traktor-Sazi, Šaherdari, Mašin-Sazi, Petrošimi i Gostareš Fulad. Kapacitet stadiona je 25.000 gledatelja i njime upravlja Iranska organizacija za tjelesni odgoj.